# Санжарова, Наталья Ивановна
Наталья Ивановна Санжарова (27 октября 1950, Короча, Курская область) — российский учёный в области радиоэкологии и сельскохозяйственной радиологии; доктор биологических наук, профессор, член-корреспондент РАСХН (2012) и РАН (2014). Директор ВНИИСХРАЭ.

## Биография
В 1974 г. окончила факультет почвоведения Московского университета по специальности «агрохимия и почвоведение», в 1978 г. — аспирантуру университета по специальности «почвоведение».
С 1978 года работает во Всероссийском НИИ сельскохозяйственной радиологии и агроэкологии (ВНИИСХРАЭ):
- 1978—1984 годы — младший научный сотрудник,
- 1984—1991 годы — старший научный сотрудник,
- с 1991 года — заведующая лабораторией радиоэкологии почвенного и растительного покрова,
  - заместитель директора по научной работе[3] (с 2004).

В 1986—1987 гг. участвовала в ликвидации последствий аварии на Чернобыльской АЭС.

## Научная деятельность
Основные направления исследований — радиоэкология, почвоведение, агрохимия, экологическая безопасность, разработка систем агроэкологического мониторинга сельскохозяйственных земель.
В 1978 г. защитила кандидатскую диссертацию по специальности «почвоведение», в 1997 г. — докторскую диссертацию по специальности «радиобиология». Профессор (2000), член-корреспондент РАСХН (2012), член-корреспондент РАН (2014).
Автор более 400 научных трудов, в том числе 18 монографий.

## Награды
- нагрудный знак «Гражданская защита. Участнику ликвидации ЧС» (1996)
- медаль «За спасение погибавших» (1997)
- Государственная премия Российской Федерации (2002) — за создание научных основ агропромышленного производства и внедрение системы защитных и реабилитационных мероприятий в зоне аварии на Чернобыльской атомной электростанции
- медаль «За заслуги» II степени от Союза «Чернобыль» (2006)
- знак «В память о катастрофе на ЧАЭС. 25 лет» (2011)
- Почётные грамоты Министерства сельского хозяйства Российской Федерации (2003), Россельхозакадемии (2000), администрации Обнинска (2007, 2011).